# 620
620 (DCXX) var ett skottår som började en tisdag i den julianska kalendern.

## Händelser

### Okänt datum
- Slaverna anfaller Thessaloniki.
- Pulakesin besegrar Harsha-arén vid floden Narmada. Ett stillestånd gör floden Narmada till Harshas kungarikes sydgräns.
- Medina konverterar till islam.

## Födda
- Li Tai, kronprins av Tangriket av Kina

## Avlidna
- Sankt Mirin (förmodat datum)
- Sankt Dorotheus av Palestina
- Chuluo Khan
- Shen Faxing